# Clorofila (historieta)
Clorofila (en el francés original, Chlorophylle) es una serie de historietas creada por el belga Raymond Macherot en 1954 para la revista "Tintín", y continuada entre 1968 y 1988 por Hubuc, Greg, De Groot y Bom a los guiones y Pierre Guilmard, Dupa y Walli a los dibujos. 
Fue adaptada en una serie franco-canadiense de dibujos animados titulada Les Enquêtes de Chlorophylle, en 1992. 

## Trayectoria editorial
La primera entrega de Clorofila apareció en el número 15, correspondiente al 14 de abril de 1954, de la revista "Tintín", tras haber sido anunciada en el número anterior.
En total, Macherot realizó las siguientes historietas de la serie hasta 1966, la mayoría de las cuales se empezaron a recoger en álbumes, ya en 1956, por parte de Éditions du Lombard:
| Título                                 | Publicación original | Publicación en álbum | Publicación en español                                                                |
| -------------------------------------- | -------------------- | -------------------- | ------------------------------------------------------------------------------------- |
| Chlorophylle contre les rats noirs     | "Tintín" 15/54-      | 1956                 |                                                                                       |
| Chlorophylle et les conspirateurs      | "Tintín" 41/55       | 1956                 | Clorofila y los conspiradores (Zipi y Zape Especial n.º 33)                           |
| Pas de salami pour Célimène            | "Tintín" 42/55-28/56 | 1957                 | ¡Adios Salchichón! ("Chío", 1965) El rapto de Partícula (Zipi y Zape Especial n.º 35) |
| Le bosquet hanté                       | "Tintín" 29/56-46/56 | 1957                 |                                                                                       |
| 'Les croquillards                      | "Tintín" 21/57-52/57 | 1980                 |                                                                                       |
| Zizanion le terrible                   | "Tintín" 14/58-49/58 | 1981                 |                                                                                       |
| Le Retour de Chlorophylle              | "Tintín" 23/59-40/59 | 1961                 |                                                                                       |
| Attention à la peinture! (con Greg)    | "Tintín" 13/61       |                      |                                                                                       |
| La Revanche d'Anthracite               | "Tintín" 21/61-35/61 | 1964                 |                                                                                       |
| Chlorophylle joue et gagne             | "Tintín" 50/61-12/62 | 1964                 |                                                                                       |
| Le furet gastronome                    | "Tintín" 36/62-50/62 | 1970                 | Clorofila y el hurón (Jaimes libros, 1971)                                            |
| Chloro à la rescousse                  | "Tintín" 15/63-36/63 | 1971                 |                                                                                       |
| Chlorophylle et le klaxon de la vérité | "Tintín" 39/66       |                      |                                                                                       |

En 1965 Macherot abandonó Chlorophylle para lanzar en la revista "Spirou" Sibylline, que reincide el mismo universo animalista y lleno de poesía.
Otros autores se encargaron de continuar la serie original en "Tintín":
1. Chlorophylle et les Loirs cosmonautes, Pierre Guilmard - Hubuc, 1970 (1969)
2. Le Furet gastronome, Raymond Macherot, 1970 (1962)
3. Chloro à la rescousse, Raymond Macherot, 1971 (1963)
4. Les Gens du voyage, Pierre Guilmard - Hubuc, 1972 (1968)
5. Chlorophylle et le Grand Exode, Dupa - Greg, 1973 (1972)
6. Chlorophylle et l'Île empoisonnée, Pierre Guilmard - Hubuc, 1974 (1968)
7. Panique au petit bois, Dupa - Greg, 1973 (1974)
8. Chlorophylle et les yeux noirs - Super Caquet, Dupa - Bob De Groot, 1977 (1976)
9. Fait divers, Dupa - De Groot, 1985 (1980)
10. Les Bouseux, Dupa - De Groot, 1986 (1977)

Durante los años ochenta, sólo aparecieron de forma serializada en el "Tintín" francés:
1. Barrages, Walli - De Groot, 1986 (1983)
2. Les Trois Mercenaires, Walli - Bom, 1987 (1984-1985)
3. Le Testament d'Anthracite, Walli - Bom, 1988 (1986)
4. Le Combat des mages - Walli - Bom, 1989 (1987)
5. Le Voyage infernal, Walli - Bom, inédito en álbum (1989)

### En Español
Sus aventuras fueron publicadas en Chío, Gaceta Junior, Fuera Borda, Copito y Super Zipi y Zape, así como en la revista chilena El peneca, como "Clorofilo". Se editaron un par de álbumes, uno de Jaimes Libros dentro de la colección "Vidorama" con el título de Clorofila y el hurón y otro en catalán editado por la Abadía de Montserrat, dentro de la colección "La Xarxa", como La fura golafre (con traducción de Miquel Marti i Pol), ambos son traducción de la historieta Le furet gastronome.

## Personajes
Clorofila
Con un ojo cercado de negro y una cola en forma de pincel, el héroe es un lirón careto, valiente, inteligente y generoso. 
Minimum
Un ratoncillo, mejor amigo de Clorofila. Apareció por primera vez en Chlorophylle et les Conspirateurs (1956). De carácter refunfuñón, es un poco pusilánime. 
Bitume
Un cuervo, amigo de Clorofila. Apareció por primera vez en Chlorophylle contre les rats noirs (1956). 
Serpolet
Un conejo, amigo de Clorofila. Apareció por primera vez en Chlorophylle contre les rats noirs (1956). 
Torpille
Una nutria, amiga de Clorofila. Su gran tamaño y su fuerza la hacen muy útil para nuestros héroes. 
Mitron XIII
Ratón blanco, rey de Coquefredouille, país dónde los animales viven como humanos. Es un rey magnánimo, preocupado de la felicidad de su pueblo. Clorofila y Mínimum se convertirán en amigos íntimos. 
Anthracite
El jefe de las ratas negras, impulsado por su sed de poder y de dinero. Fracaso tras fracaso, busca un arma absoluta para derrotar a Clorofila. 
Célimène
Es la gata de un notario que, ayudada por dos pretendientes, captura ratones a cambio de embutidos. Aparece en la historieta Pas de Salami pour Célimène (1957). 
El duque Bihoreau de Bellerente, alias Zizanion
Es una garza, heredera del trono de Mitron. Bajo la máscara del anarquista Zizanion, se asocia con Anthracite para asesinar a Miton y tomar su lugar. Después de su fracaso en la aventura Zizanion le terrible (1958), el dúo tendrá una segunda oportunidad en Chlorophylle joue et gagne (1961).